# Heidi Pataki

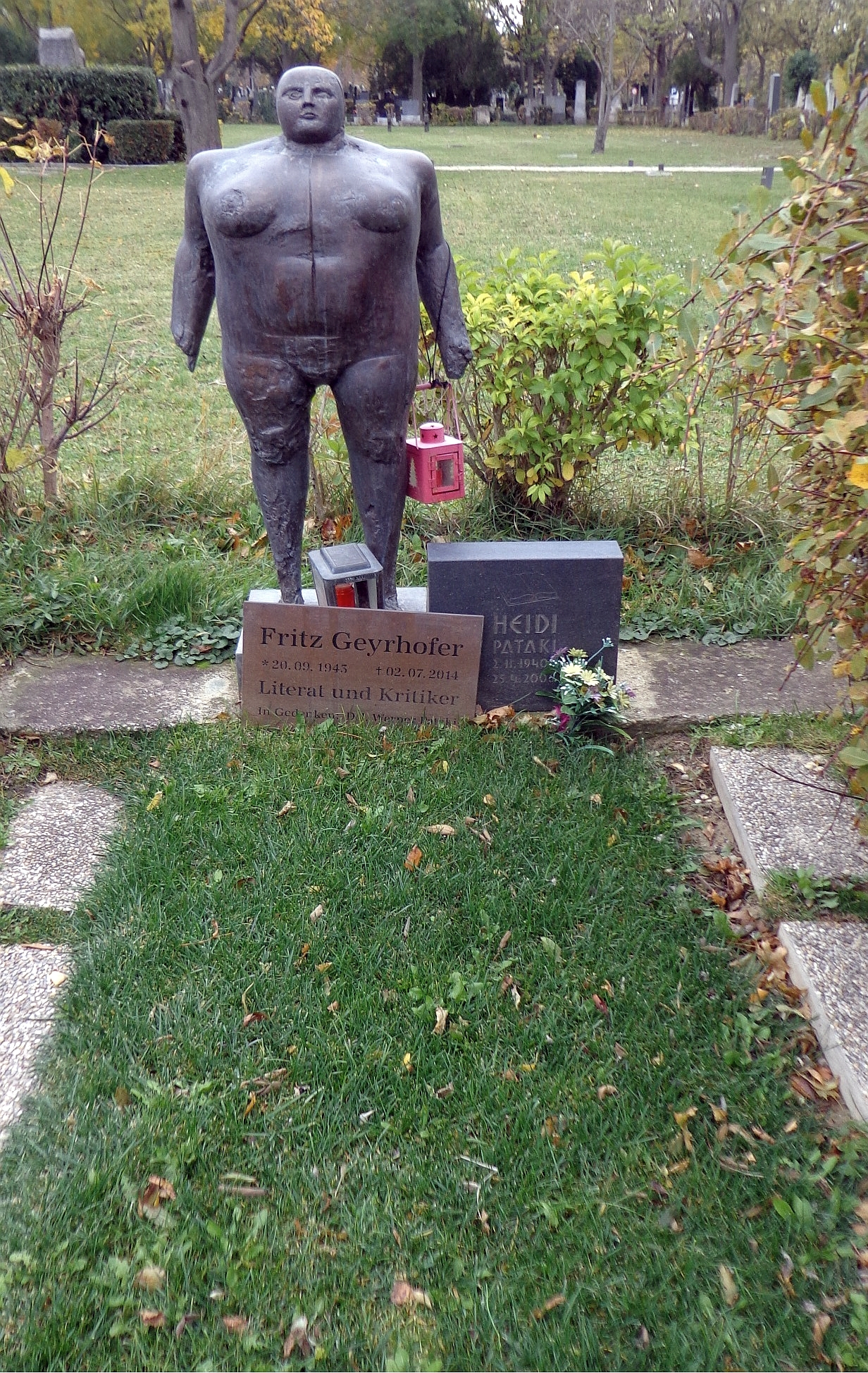
Wiener Zentralfriedhof – ehrenhalber gewidmetes Grab von Heidi Pataki und Fritz Geyrhofer

Heidi Pataki (* 2. November 1940 in Wien; † 25. April 2006) war eine österreichische Lyrikerin und Essayistin.

## Leben
Pataki studierte Publizistik und Kunstgeschichte in Wien und arbeitete von 1970 bis 1980 als Redakteurin für die Monatszeitschrift Neues Forvm. Von 1981 bis 1983 war sie Redakteurin der „FilmSchrift“. Pataki gehörte 1973 zu den Gründungsinitiatoren der Grazer Autorinnen/Autorenversammlung, ab 1991 war sie deren Präsidentin.

## Auszeichnungen
- 1998 Literaturpreis der Stadt Wien

## Schriften
- Schlagzeilen, Suhrkamp, 1968
- Fluchtmodelle. Zur Emanzipation der Frau, Jugend und Volk, 1972
- Kurze Pause, herbstpresse, 1993
- guter ruf / die heilige familie, herbstpresse, 1994
- Amok und Koma, Otto Müller Verlag, 1999
- contrapost. Über Sprache, Kunst und Eros, Otto Müller Verlag, 2001